# Teixidor de Maxwell
El teixidor de Maxwell (Ploceus albinucha) és un ocell de la família dels ploceids (Ploceidae).

## Hàbitat i distribució
Habita els boscos del Sierra Leone, Libèria, Costa d'Ivori, Ghana, sud de Nigèria, sud de Camerun, l'illa de Bioko, nord de Gabon, nord-est i est de la República Democràtica del Congo i l'extrem oest d'Uganda.